# Hexacentrus bilineata
Hexacentrus bilineata är en insektsart som beskrevs av Xavier Montrouzier 1855. Hexacentrus bilineata ingår i släktet Hexacentrus och familjen vårtbitare. Inga underarter finns listade i Catalogue of Life.